# سعد بن ثابت
سعد بن ثابت بن جماز بن شيحة، تولى إمارة المدينة المنورة  (750-752هـ/1349-1351م).

## نسبه
هو سعد بن ثابت بن جماز بن شيحة بن هاشم بن قاسم بن مهنا بن حسين بن مهنا بن داود بن القاسم بن عبيد الله بن طاهر بن يحيى بن الحسين بن جعفر بن عبد الله ابن الحسين بن زين العابدين ابن الحسين بن علي بن أبي طالب الحسيني الهاشمي.

## سيرته
بعد أن عزل طفيل بن منصور بأمر من السلطنة المملوكية، عين مكانه الشريف سعد بن ثابت بن جماز، غير أن طفيلاً رفض قرار عزله مما أدى إلى تجدد الصراع بين الطرفين، فاستعان سعد بأمراء الركب الشامي غير أنهم لم ينجدوه، غير أن قرار تعيينه قد وزع على أمراء الحج مما قوى من مركزه، وأضعف موقف طفيل وأنصاره من آل منصور بن جمّاز الذين انتقموا بنهب المدينة.

## وصلات خارجية
مركز بحوث ودرسات المدينة المنورة
تاريخ الحكام والسلالات الحاكمة 
| سبقه هميان بنت مقبل | أمراء وحكام المدينة المنورة 750هـ - 752هـ | تبعه الفضل بن قاسم |